# Alconeura
Alconeura är ett släkte av insekter. Alconeura ingår i familjen dvärgstritar.

## Dottertaxa tillAlconeura, i alfabetisk ordning[1]
- Alconeura albavulta
- Alconeura asymmetrica
- Alconeura bakeri
- Alconeura balli
- Alconeura beameri
- Alconeura bicornella
- Alconeura bisagittata
- Alconeura candida
- Alconeura centrosemae
- Alconeura cinctella
- Alconeura colimae
- Alconeura cornigera
- Alconeura depressa
- Alconeura derecta
- Alconeura dimorpha
- Alconeura dodonana
- Alconeura dorsalis
- Alconeura eborea
- Alconeura flavida
- Alconeura fulminea
- Alconeura glauca
- Alconeura griffithi
- Alconeura insulae
- Alconeura languida
- Alconeura lappa
- Alconeura longitudina
- Alconeura luculenta
- Alconeura lyraforma
- Alconeura macra
- Alconeura micropunctata
- Alconeura montealegrei
- Alconeura necopinata
- Alconeura nigroscuta
- Alconeura nudata
- Alconeura obliquata
- Alconeura orphanda
- Alconeura osborni
- Alconeura pistola
- Alconeura planata
- Alconeura portoricensis
- Alconeura praeclara
- Alconeura pseudomaculata
- Alconeura pseudoobliqua
- Alconeura quadrimaculata
- Alconeura quadrivittata
- Alconeura rossi
- Alconeura rotundata
- Alconeura rubella
- Alconeura rubramaculata
- Alconeura rubranota
- Alconeura rutilivitta
- Alconeura santaritana
- Alconeura separata
- Alconeura sigmaforma
- Alconeura similis
- Alconeura socorroana
- Alconeura splendida
- Alconeura torosa
- Alconeura tricolor
- Alconeura unipuncta